# Lidija Kornejewna Tschukowskaja
Lidija Kornejewna Tschukowskaja (russisch Лидия Корнеевна Чуковская; wiss. Transliteration: Lidija Korneevna Čukovskaja; * 11. Märzjul. / 24. März 1907greg. in Kuokkala, Großfürstentum Finnland, Russisches Kaiserreich, heute Repino; nach anderen Angaben Sankt Petersburg; † 8. Februar 1996 in Peredelkino bei Moskau) war eine russische Kritikerin, Romanschriftstellerin, Dichterin, Kinderbuchautorin und Verfasserin von Lebenserinnerungen.

## Leben und Werdegang
Lidija Kornejewna Tschukowskaja ist die Tochter des bekannten Kinderbuchautors Kornei Tschukowski, der seit 1906 oder 1907 in Karelien lebte. Sie wuchs in Sankt Petersburg auf und arbeitete zunächst in einem Kinderbuchverlag. Sie war mit dem Physiker Matwei Bronstein (1906–1938) verheiratet.
Tschukowskaja war lange Jahre mit der Dichterin Anna Achmatowa befreundet, deren Gedichte und Prosa sie zusammengestellt hat. Während des Zweiten Weltkrieges zeichnete sie Gedichte von Anna Achmatowa auf, die diese ihr vortrug und zur eigenen Sicherheit vernichtete – so überdauerte ein Teil von Achmatowas lyrischem Werk.
Die Zeit des Großen Terrors in der Sowjetunion unter Stalin prägte Tschukowskajas Werk. Von 1949 und 1957 arbeitete sie an ihrem autobiografisch geprägtem Roman Untertauchen. Da sie schon zu oft als furchtlose Regimekritikerin aufgefallen war, durfte ihr Roman in der Sowjetunion nicht veröffentlicht werden; er erschien schließlich 1972 in einem New Yorker Verlag. Daraufhin war sie – noch mehr als zuvor – Schikanen ausgesetzt; ein Berufsverbot wurde verhängt. Gleichwohl gelang es ihr, eine Neuauflage des Kinderbuchs Igra (deutsch „Spiel“) des ermordeten Schriftstellers Daniil Charms zu veranlassen, dies machte Daniil Charms in der Sowjetunion erneut als Kinderbuchautor bekannt. 1974 wurde sie aus dem Schriftstellerverband der Sowjetunion wegen ihres Einsatzes für Alexander Solschenizyn ausgeschlossen. Lew Kopelew trat für sie ein.
Tschukowskaja wurde neben ihrem Vater auf dem Friedhof der Prominentensiedlung Peredelkino bestattet.

## Preise und Auszeichnungen
- 1994: Staatspreis der Russischen Föderation.

## Werke

### Gesammelte Werke
- Sobranie sočinenij. Gudʹjal Press, Moskau 2000:
  - T. 1: Povesti, vospominanija.
  - T. 2: Process isključenija, publicistika, otryvki iz dnevnika, stichotvorenija, pisʹma.

### Einzelausgaben
- Opustelyj dom. Povest’. Librairie des Cinq continents, Paris 1965.
- Spusk pod vodu. Izdatelstvo im. Čechova, New York 1972.
- Vorwort zu Wladimir Glocer: Slovo probivaet sebe dorogu. Sbornik statej i dokumentov ob A. I. Solženicyne, 1962–1974. Russkij Putʹ, Moskau 1998.

### Zu Anna Achmatowa
- Zapiski ob Anne Achmatovoj. YMCA-Press, Paris 1976 (Schriften zu Anna Achmatowa).
- Zapiski ob Anne Achmatovoj, v trech tomach. Soglasie, Moskau 1997 (Schriften zu Anna Achmatowa in drei Bänden):
  - T. 1: 1938–1941.
  - T. 2: 1952–1962.
  - T. 3: 1963–1966.
- Otkrytoe slovo. Izdatelstvo Chronika, New York 1976.
- Anna Andrejewna Achmatowa: Gedichte und Prosa (Herausgegeben von Boris Gregorjewitsch Drujan, Lenizdat, Leningrad 1976. Die Ausgabe wurde eigentlich von Lidja Tschukowskaja zusammengestellt, aber 1976 durfte ihr Name in der UdSSR nicht mehr öffentlich erscheinen.)

## Deutsche Übersetzungen
- Ein leeres Haus. Roman. Diogenes, Zürich 1967. Neuauflage 1982 unter dem Ursprungstitel Sofja Petrowna.
- Untertauchen. Roman, mit einem Nachwort von Hans Jürgen Balmes. Aus dem Russischen von Swetlana Geier. Diogenes-Verlag, Zürich 1975; Neuauflage: Dörlemann Verlag, Zürich 2015 (3. Auflage), ISBN 978-3-03820-013-0.
- Aufzeichnungen über Anna Achmatowa. Narr, Tübingen 1987.